# 2560 Siegma
A 2560 Siegma (ideiglenes jelöléssel 1932 CW) a Naprendszer kisbolygóövében található aszteroida. Karl Wilhelm Reinmuth fedezte fel 1932. február 14-én.